# Masarykova vyhlídka v Praze
Masarykova vyhlídka je plošina s terasami v jihovýchodní části Lumbeho zahrady, při šancích Mariánských hradeb nad Jelením příkopem, v severním předpolí Pražského hradu.

## Historie
Na objednávku prezidenta T. G. Masaryka ji navrhl architekt Josip Plečnik v letech 1922–1924. Z původně pustého návrší na šancích Mariánských hradeb nad Horním Jelením příkopem dal terén upravit pomocí teras s kamennými zídkami a odsadit vinnou révou. Vyhlídka sestává z třičtvrtěkruhové plošiny s ohradní zdí, která završuje bastion. Na plošině stojí dvě novodobé kamenné lavičky, které obklopují více než 200 let starou, tzv. Masarykovu lípu, lavice jsou upraveny také na ohradních zdech. Původní Masarykova lavička se nedochovala.
Vedou sem dvě cesty: 
- Po točité cestě a Plečnikově dvouramenném schodišti se na vyhlídku stoupá z Horního Jeleního příkopu.
- Dvojí rovná a přímá cesta je orientovaná od západu k východu v ose dvou teras a končí u hradních garáží za Jízdárnou Pražského hradu.

V letech 1948–1990 byl celý Jelení příkop s Lumbeho zahradami a vyhlídkou součástí střeženého vojenského pásma Pražského hradu. O znovuotevření Horního a dolního Jeleního příkopu a jeho propojení tunelem se zasloužil prezident Václav Havel. K otevření renovované vyhlídky došlo v roce 1996 u příležitosti výstavy Josip Plečnik - architekt Pražského hradu a oslav 50. výročí od Plečnikova úmrtí.  Za dalších prezidentů (až dosud) je vyhlídka pod stálou vojenskou kontrolou, střídavě otevřená nebo zavřená. Od roku 2021 je vyhlídka přístupná jen s Horním Jelením příkopem, cesta Dolním Jelením příkopem na Klárov je uzavřena.

## Výhled
Z Masarykovy vyhlídky je panoramatický výhled na Hradčany: od západu k východu jsou dominantami: věž vojenského kostela sv. Jana Nepomuckého, Šternberský palác, Arcibiskupský palác, Katedrála sv. Víta a Jízdárna Pražského hradu.